# Louis Antoine de Bougainville
Louis Antoine de Bougainville, comte de Bougainville (París, 12 de novembre 1729 – París, 20 d'agost 1811) fou un militar i navegant francès que va fer la primera circumnavegació francesa i va destacar per la seva descripció de Tahití.
En memòria seva es va anomenar l'illa de Bougainville a l'arxipèlag de Salomó, i la planta buguenvíl·lea que la seva expedició va descobrir a l'Amèrica del Sud.

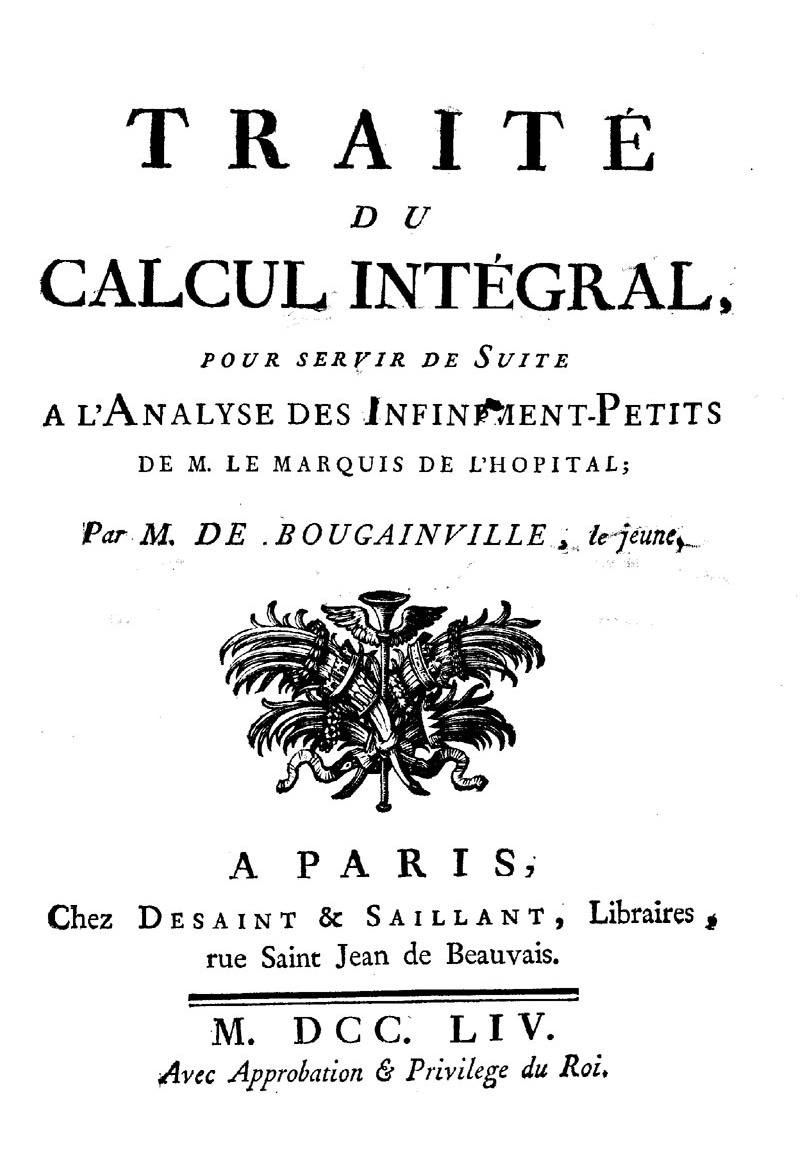
Traité du calcul intégral, 1754

## Primers anys
Bougainville va néixer a París, França. Era fill d'un notari i va començar a estudiar lleis. La seva mare havia mort quan només tenia cinc anys i ell i el seu germà van tenir com mentor l'historiador Nicolas Fréret, a través del qual va començar a estudiar matemàtiques amb D'Alembert i Clairaut. Als vint-i-tres anys (1752) va publicar el primer volum d'un tractat de càlcul integral com a complement, actualització i ampliació del tractat del marquès de l'Hôpital sobre el càlcul infinitesimal, al qual va seguir el segon volum el 1756. Però ja no va tornar a publicar res de matemàtiques.
El 1753 va entrar a l'exèrcit i va ser destinat al Canadà com a ajudant de camp del marquès de Montcalm. Va participar en diferents batalles fins que va ser ferit i va tornar a França amb el propòsit d'obtenir reforços militars. En una cèlebre discussió el duc de Choiseul, que no volia saber res del Canadà, li diu quan la casa es crema, un no s'ocupa dels estables. Bougainville li respon: almenys, senyor, no es podrà dir pas que vostè parla com un cavall. Això atrau l'atenció de Madame Pompadour de qui acabarà sent el protegit, el presenta al rei i el nomenen coronel. De tornada al Canadà va participar en la defensa de Quebec i era entre els oficial que van firmar la rendició davant dels anglesos.

## Viatge de circumnavegació

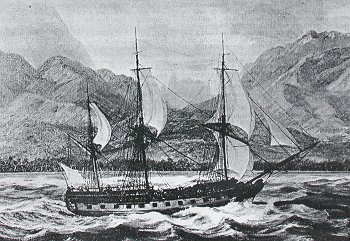
La Boudeuse, de Louis Antoine de Bougainville

El 1763 Bougainville es va passar a la Marina i fou destinat a les illes Malvines on va anar en dos ocasions: el 1764 per colonitzar-les i el 1765 per preparar la seva devolució al Regne d'Espanya. el 1767.
Aquesta segona expedició va ser el pretexte ideal per a iniciar el primer viatge de circumnavegació francès. Plantejat amb finalitats científiques va comptar amb la presència de l'astrònom Pierre-Antoine Véron, del naturalista Philibert Commerson, ajudat per Jeanne Baret (qui es va fer passar per home per poder embarcar), del cartògraf Charles Routier de Romainville i del navegant i aventurer Charles Henri de Nassau-Siegen.
El 1766 Bougainville parteix de Brest amb dos vaixells: La Boudese i L'Étoile. Al Brasil Commerson descobreix la planta buguenvíl·lia, a la qual anomena així en honor del seu capità. Després de fer escala a les Malvines i atravesar l'estret de Magallanes, visita Tahití l'abril del 1768 sense saber que mesos abans havia estat descoberta per l'anglès Samuel Wallis. El març del 1769 completa la primera circumnavegació francesa tornant a Saint-Malo perdent només set homes d'un total de dos-cents. Entre la tripulació hi havia també la primera dona que va fer la volta al món: era Jeanne Baret qui s'havia disfressat d'home com a ajudant del naturalista Commerson. Ningú va notar l'engany fins que van arribar a Tahití i ho van descobrir els natius.
El relat del seu viatge, Voyage autour du monde, publicat el 1771, va despertar un enorme interès per les seves descripcions paradisíaques de la Nova Citera, el jardí de l'Edèn o els Camps Elisis. Descriu un poble feliç i innocent sense corrupcions ni prejudicis que va provocar un seguit de pensaments filosòfics i utòpics sobre la civilització. Denis Diderot va escriure el Suplement al viatge de Bougainville (1772) on fa una revisió del bon salvatge de Rousseau.

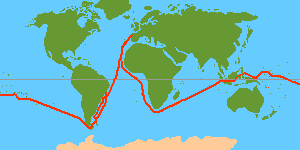
Ruta del viatge

### Ruta del viatge
- Brest, 5 de desembre de 1766
- Malvines, Rio de Janeiro, Montevideo
- Archipel Dangereux (Tuamotu), 21 de març de 1768,
  - Quatre Facardins, avui Vahitahi
  - Lanciers, avui Akiaki
  - La Harpe, avui Hao
  - Illes Dos Grups, Hikueru, Reitoru, Haraiki, Anaa
- Îles Boubon, avui illes de la Societat
  - Boudeuse, avui Mehetia, 2 d'abril.
  - Nouvelle Cythère, avui Tahití, 6 d'abril
  - Huahine, Raiatea, Tahaa, Bora Bora
- Îles des Navigaters, avui illes Samoa, 3 de maig
  - Manua, Tutuila, Upolu
- l'Enfant Perdu, avui illes Hoorn a Wallis i Futuna
- Archipel des Grandes Cyclades, Vanuatu
  - Aurore (Maéwo), Pentecóte, îles des Lepreux (Aoba)
- Illes Salomó
  - Vella Lavella, Choiseul, Bougainville
- Papua Nova Guinea
  - Archipel de la Louisiade, Nova Bretanya, Nova Irlanda
- Java, 28 de setembre de 1768
- Sant-Maloù, 16 de març de 1769

### Vaixells i tripulació
| | Boudeuse                                         | Étoile                                               |
| --- | ------------------------------------------------ | ---------------------------------------------------- |
| Tipus de vaixell                                                                                     | Fragata                                          | Urca                                                 |
| Desplaçament                                                                                         | 550 tones                                        | 480 tones                                            |
| Eslora                                                                                               | 40 m                                             | 33,8 m                                               |
| Tripulació                                                                                           | 11 oficials i 203 homes (morts: 7)               | 8 oficials i 108 homes(1) (morts: 2)                 |
| Comandant                                                                                            | Louis-Antoine de Bougainville (capità de navili) | F. Chesnard de La Giraudais (capità de fragata)      |
| Lloctinent                                                                                           | Pierre-Nicolas Duclos-Guyot (capità de fragata)  | J.L. Caro l'Ainé (tinent de navili)                  |
| Naturalista                                                                                          |                                                  | Philibert Commerson (desembarcat a l'illa de França) |
| Cirurgià                                                                                             | L.C. La Porte                                    | F.Vivès (desembarcat a l'illa de França)             |
| Astrònom                                                                                             |                                                  | C.F.P. Véron                                         |
| Passatger                                                                                            | príncep de Nassau-Siegen                         |                                                      |
| (1) Quan es descobreix que Jeanne Baré, ajudant de Commerson, és una dona es trasllada a la Boudeuse |                                                  |                                                      |

## Anys finals
El 1772 va ser nomenat secretari de Lluís XV i, després de participar en algunes batalles de la Guerra de Independència Americana en contra dels britànics, es va retirar a viure a Coutances (Normandia). Durant la Revolució Francesa es va retirar totalment de la política però fou breument empresonat i, en crear-se el Primer Imperi Francès, Napoleó el va encumbrar nomenant-lo Senador, Comte i Gran Oficial de la Legió d'Honor.
En morir el 1811, va ser enterrat al Panteó de París, però el seu cor va ser enterrat sota una columna a la tomba familiar de Montmartre.